# 玄松月
玄松月（朝鲜语：／，1977年—），朝鲜王在山轻音乐团前歌手，朝鲜国家功勋演员，活跃于1990年代的朝鲜乐坛，1994年毕业于平壤音乐大学，1995年因演唱歌曲《将军与水兵》而走红，1999年转投朝鲜普天堡电子乐团，2007年后逐渐隐退，现担任牡丹峰樂團、三池渊管弦乐团团长，从事幕後文艺管理工作。2017年獲選為朝鮮勞動黨中央委員候補委員，2019年晉升為委員，並在2018年及2019年間多次隨行金正恩國事訪問。玄松月有朝鲜人民军大校军衔。

## 演艺生涯
1995年，朝鲜王在山轻音乐团歌手玄松月凭借一首《将军与水兵》一炮而红，成为朝鲜乐坛一颗快速窜红的明星。同年，玄松月在纪念金正恩祖父、朝鲜开国领袖金日成逝世一周年之际，与歌手金成玉（김성옥）共同演唱了怀念金日成主席的歌曲《经常与我们在一起》（1995）。
1999年，转投朝鲜普天堡电子乐团，并和功勋演员李粉姬共同推出歌曲《故乡的月夜》。
2007年，朝鲜普天堡电子乐团解散，玄松月逐渐从朝鲜乐坛淡出。
2012年至今，担任朝鲜国家音乐艺术界干部，主要从事文艺工作者管理工作。
2015年12月10日，玄松月携朝鲜牡丹峰乐团抵达北京，首次出国举行演出，但演出疑似由于中朝於核武器方面的爭議突然取消。

### 演唱风格
玄松月是朝鲜1990年代最著名的歌手之一，在朝鲜广受欢迎。玄松月的歌声清脆而不慵懒，因而被中國民众誉为“朝鲜邓丽君”。玄松月由于在朝鲜文艺战线上的杰出贡献，被朝鲜民主主义人民共和国授予国家功勋演员称号。

### 代表作品
1. 《将军与水兵》（1995）
2. 《礼炮》（1995）
3. 《经常与我们在一起》（1995）
4. 《海军向军港返航》（1998）
5. 《骏马姑娘》（1999）
6. 《故乡的月夜》（1999）

## 政治活動
2017年10月8日，朝鮮召開的朝鮮勞動黨第7屆中央委員會第2次全體會議，玄松月被選為朝鮮勞動黨中央委員會候補委員，玄松月除擔任候補委員一職外，韓國媒體《東亞日報》則根據韓國執政黨相關人士的消息推斷於這次朝鮮勞動黨的會議前後，玄松月被任命為朝鮮勞動黨中央委員會宣傳鼓動部副部長。玄松月也参与了2018年1月15日在板門店朝韩非军事区举行、讨论朝鲜艺术团赴韩参加平昌冬奥会事宜的工作会谈。在磋談後，玄松月隨行出席了2018年4月南北韓高峰會，而後續的2018年朝美首腦會談及2019年朝美首腦會談玄松月亦有隨行出席。
2019年，第14屆最高人民會議上，玄松月更進一步從候補升任為委員。 她与金正恩关系十分密切，是金正恩的亲信。

## 传闻和辟谣
由於外界的媒體、組織難以全面地了解朝鮮內部的狀況，因此多年來有許多傳聞圍繞著玄松月，如2012年時多家媒體曾將金正恩身旁的李雪主誤認為玄松月。此外，韓國《朝鲜日报》及美国自由亚洲电台曾援引消息人士的敘述，於報導中稱玄松月是金正恩的舊情人並因涉入拍攝、販賣淫穢視頻而被公開處決；不過關於玄松月被處決的傳聞在日後被2013年、2014年造訪過朝鮮的美国篮球巨星丹尼斯·罗德曼否認，並稱合照時站在他後方的人包括玄松月；而且玄松月於2014年5月16日以文艺工作者代表、牡丹峰乐团团长、朝鲜人民军大校身分出席朝鮮第9屆全國藝術家大會，朝鲜中央电视台播出了玄氏发言的画面，並在報道中稱：「牡丹峰樂團團長玄松月進行了討論。」由此確認，玄松月被槍決一事並非事實。